# Centre d'appui aux systèmes d'information de la Défense
Le centre d’appui aux systèmes d’information du ministère de la défense (CASID) a été créé le 1er juillet 2013 à partir du Centre de pilotage des systèmes d'information de l'Armée de terre (CPSIAT).
Rattaché organiquement au service projet de la direction des réseaux d’infrastructure et des systèmes d’information, il agit au niveau ministériel sous l’autorité fonctionnelle de la direction générale du numérique (DGNum).
Le CASID exerce ses activités principalement sur les systèmes d’information (SI) d’administration et de gestion. Toutefois, par la variété de son expertise, il peut également être sollicité sur des problématiques relatives aux systèmes d’information opérationnels et de communication.
Dans le cadre de la transformation numérique du ministère des armées, si le centre conserve les deux objectifs qui ont présidé à sa création (disposer d’une capacité d’expertise en architecture de systèmes d'information, étatique et autonome vis-à-vis des MOA/MOE industrielles / maîtriser le SI ministériel), il s’y ajoute désormais celui de faciliter cette transformation numérique, pilotée par la DGNum.

## Missions
- Apporter une expertise et assurer la veille technologique en architecture SI : 
  - en urbanisation métier et fonctionnelle ;
  - en architecture applicative ;
  - en développement et performance logiciels ;
- Apporter une expertise dans le domaine des données (gouvernance, management, qualité, ouverture, analyse, bases de données…) ;
- Participer à la maîtrise du patrimoine applicatif du ministère ;
- Assurer la disponibilité d’un environnement de développement unifié.  En sus de la DGNum, les bénéficiaires de ses missions sont les gouvernances de segment (État-major des armées, secrétariat général pour l'administration, direction générale de l'armement), les directions des systèmes d'information, les autorités métiers, les responsables de zones fonctionnelles, les AMOA, MOE et responsables d’exploitation, les centres et équipes de développement.
- Assister la DGNum dans la conduite de ses projets ministériels traitant de données et liés à la transformation numérique du ministère ;
- Participer aux revues de projets, conduire des audits de portefeuilles applicatifs ainsi que des assistances ponctuelles ou des diagnostics approfondis sur des SI en projet ou en fonctionnement.

## Organisation
Sous les ordres d’un directeur, appuyé par le département « affaires générales » chargé de gérer les ressources transverses du centre (ressources humaines, finances, infrastructure, moyens informatiques...), le CASID regroupe des experts affectés à la division « maîtrise des systèmes d’information et du patrimoine applicatif » et au service « appui au numérique et au digital ».
- Le département « architecture d'entreprise » se compose :
  - D’un bureau « architecture fonctionnelle » qui est un des principaux vecteurs permettant au SI de porter la transformation continue et la modernisation du ministère des armées. Les urbanistes de cette section réalisent deux types d’études : les études d’urbanisation « amont » qui définissent la cible pour une transformation du métier et du SI lors de l’élaboration des schémas directeurs et les études « de projet » qui permettent d’analyser de façon détaillée la transformation au niveau d’un projet spécifique (métier, SI).
  - D’un bureau « architecture applicative » responsable de l’architecture applicative de la conception générale jusqu’au code et les bases de données.
  - D’un bureau « mesure du patrimoine applicatif » chargé d’analyser les applications et de fournir à la gouvernance une vision synthétique du SI. Il travaille en liaison sur les règles de codage dont Il contrôle le respect. Dans le cadre de l’évaluation de la taille des SI, le département possède une compétence dans le calcul des points de fonction. Le département est chargé de rechercher l’automatisation maximum de ces mesures car l’important est l’analyse des résultats et non la mesure. Elle est ainsi acteur de tous les diagnostics de projets ordonnés par la gouvernance. Sur demande des autorités clientes ou des équipes de projet, il réalise aussi l’évaluation de leurs projets.
  - D’un bureau « management des données » accompagnant les chantiers de la transformation numérique ;
  - D’un bureau « appui technique exploitation chargée de l’administration des sites intranet du CASID et de la DGNUM, du soutien technique du centre et de l’administration des plateformes techniques (développement, urbanisation…) du ministère.

Le service « appui au numérique et au digital » complète le centre depuis 2019 et se compose : 
- D’un bureau « Accompagnement et transformation logicielle » ;
- D’un bureau « exploitation fonctionnelle et soutien » .

Au total, le CASID regroupe quatre-vingt-dix ingénieurs ou experts du domaine informatique, militaires et civils. En fonction des besoins, peuvent être recrutés :
- des jeunes diplômés BAC+4 à 5 sortant d’école, ou comme agents sous contrat ou comme ⦁ Officiers Sous Contrat Spécialistes (OSC/S)
- des experts de haut niveau comme Officiers Commissionnés, avec un grade correspondant à leurs diplômes et à leur expérience professionnelle (commandant et lieutenant-colonel) ou comme agents sous contrat.